# Bitwa pod Rich Mountain
Bitwa pod Rich Mountain – starcie zbrojne, które miało miejsce 11 lipca 1861 roku pomiędzy oddziałami Unii i Konfederacji w trakcie wojny secesyjnej. Zakończyła się zwycięstwem sił federalnych. Podczas odwrotu konfederatów, 13 lipca poległ jeden z ich dowódców, generał-brygadier Robert Garnett, a dzięki odniesionemu w bitwie zwycięstwu generał Unii George McClellan został wkrótce wezwany do Waszyngtonu i mianowany dowódcą Armii Potomaku.

## Podłoże
W czerwcu 1861 roku gen-maj. George McClellan objął dowodzenie 20-tysięcznymi siłami Armii Unii w zachodniej Wirginii. 5 tysięcy stało na straży linii kolejowej B&O do Waszyngtonu, 2 500 ludzi płka Jacoba Coxa wysłał McClellan w górę rzeki Kanawha w stronę Richmond.
27 czerwca wyruszył na czele pozostałych wojsk z Clarksburga na południe przeciw niewielkiemu konfederackiemu zgrupowaniu ppłka Johna Pegrama (1 300 ludzi, 4 działa) i 9 lipca dotarł do podnóża wzgórza Rich Mountain, na którego grzbiecie Pegram się okopał. Tymczasem gen-bryg. Thomas Morris wymaszerował z Philippi by uderzyć na zgrupowanie gen-bryg. Roberta Garnetta (4000 ludzi, 4 działa) okopane na wzgórzu Laurel Hill. W nocy z 10 na 11 lipca gen-bryg. William Rosecrans poprowadził wzmocnioną brygadę górską ścieżką wskazaną przez miejscowego zwolennika Unii w kierunku drogi Staunton-Parkersburg Turnpike i wyszedł na tyły Pegrama.

## Bitwa
Starcie trwało zaledwie dwie godziny. Rosecrans oskrzydlił konfederatów i zamknął ich część w okrążeniu. Sytuacji nie wykorzystał McClellan, który w obawie, że Rosecrans może przegrać, nie ruszył naprzód pozwalając znacznej liczbie nieprzyjaciół uciec do Beverly. Pegram i pozostali (w tym oddział „Sydney Boys”, ochotników, studentów z Hampden-Sydney College) musieli się poddać.

## Rezultaty
Dowiedziawszy się o porażce Pegrama Garnett opuścił Laurel Hill. Unioniści ruszyli za nim i 13 lipca, podczas potyczki nad rzeką, Garnett zginął; był pierwszym generałem poległym w tej wojnie. 22 lipca McClellan, który sobie przypisał zwycięstwo, został wezwany do Waszyngtony a dowódcą sił Unii w Wirginii został Rosecrans.